# Веррштадт
Веррштадт (нім. Wörrstadt) — місто в Німеччині, розташоване в землі Рейнланд-Пфальц. Входить до складу району Альцай-Вормс. Центр об'єднання громад Веррштадт.
Площа — 16,75 км2. Населення становить 8012 ос. (станом на 31 грудня 2020).

## Галерея

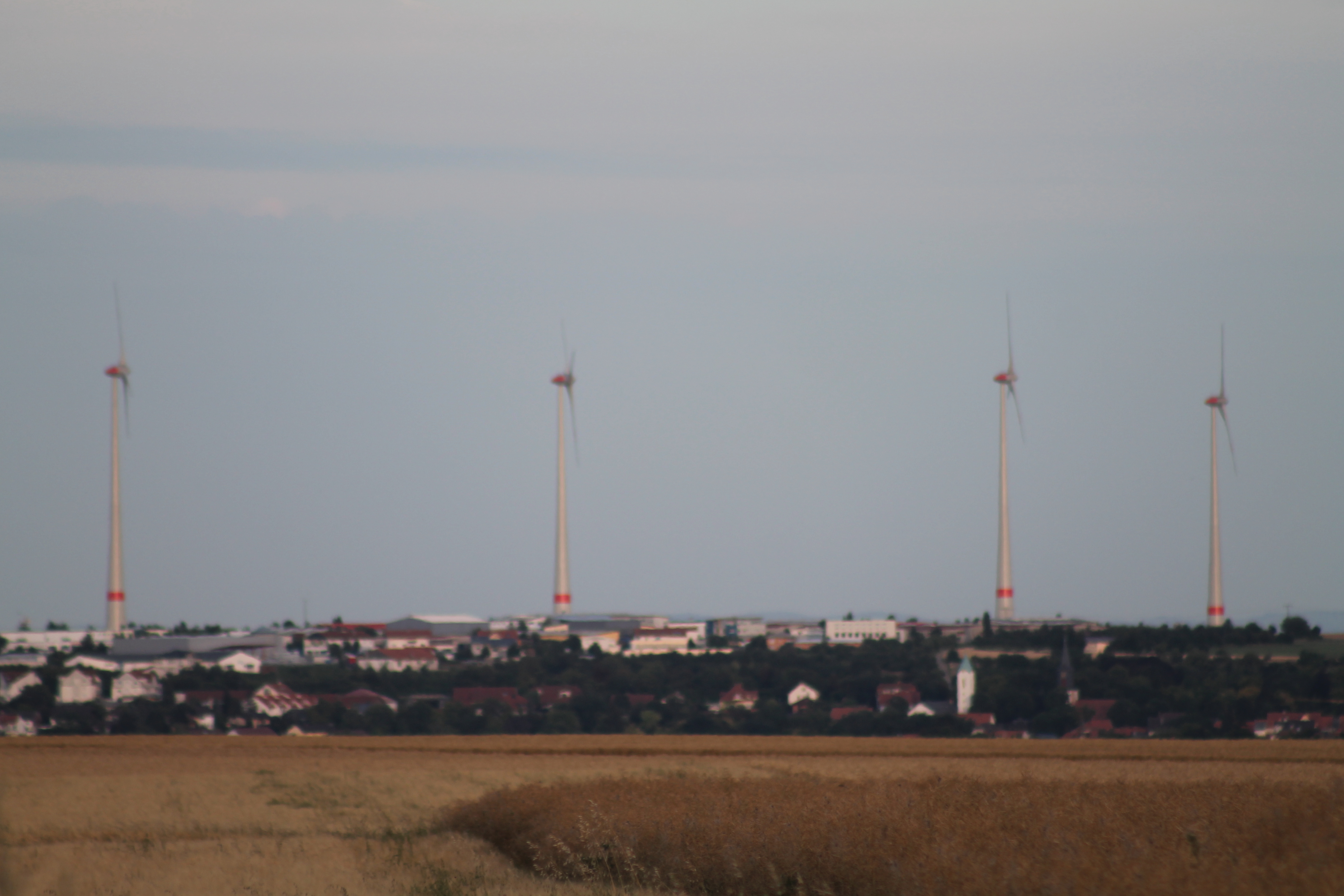
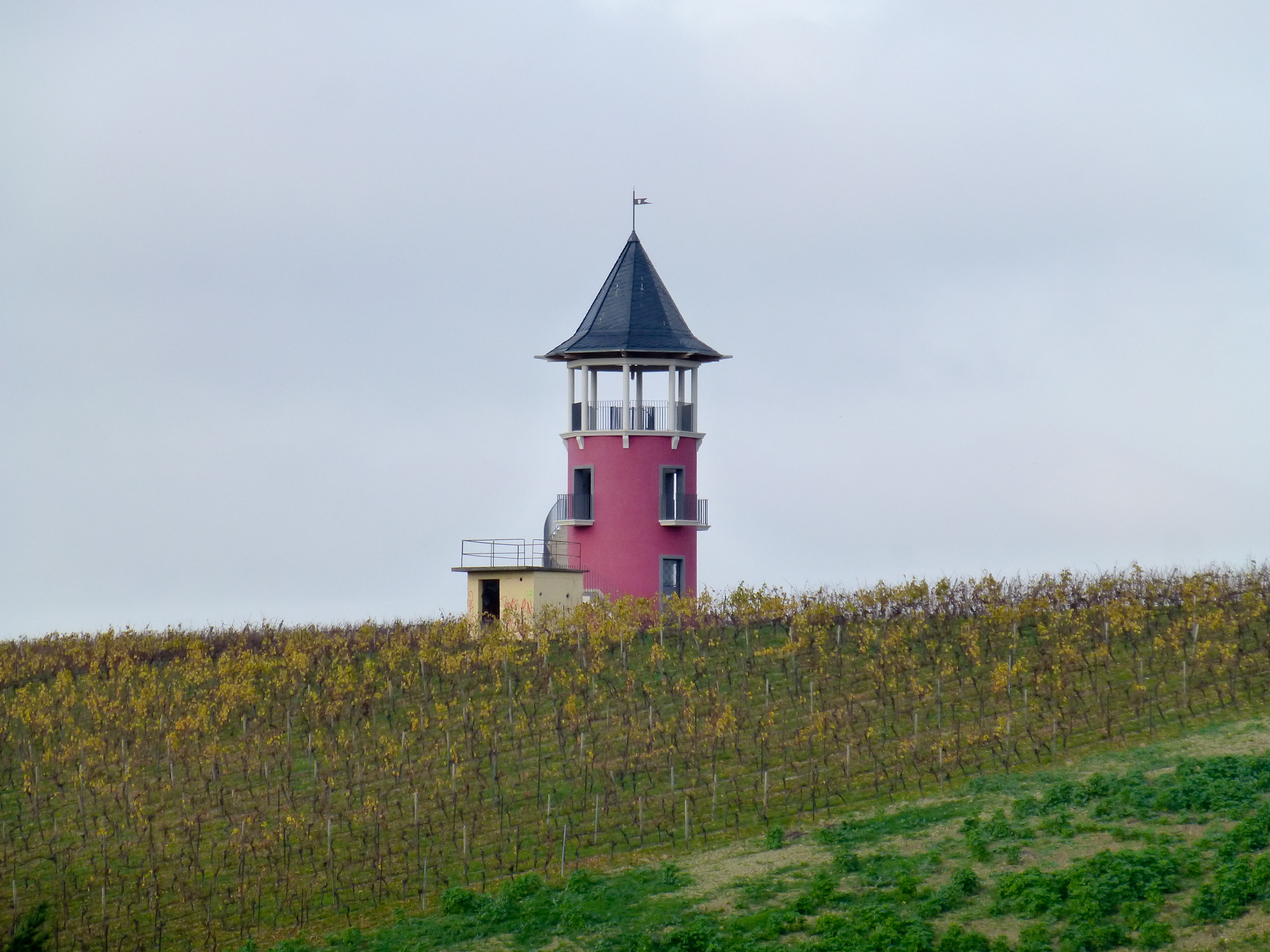